# Puy-des-Âges-Quarzit
Der Puy-des-Âges-Quarzit ist eine ordovizische Formation des französischen Massif Central. Die Formation bildet Teil der Thiviers-Payzac-Einheit. 

## Etymologie
Der Puy-des-Âges-Quarzit, Französisch Quartzite du Puy des Âges, ist nach seiner Typlokalität benannt – dem 415 Meter hohen Höhenrücken Puy-des-Âges südöstlich von Payzac im Nordosten des Départements Dordogne.

## Geographie und Geologie

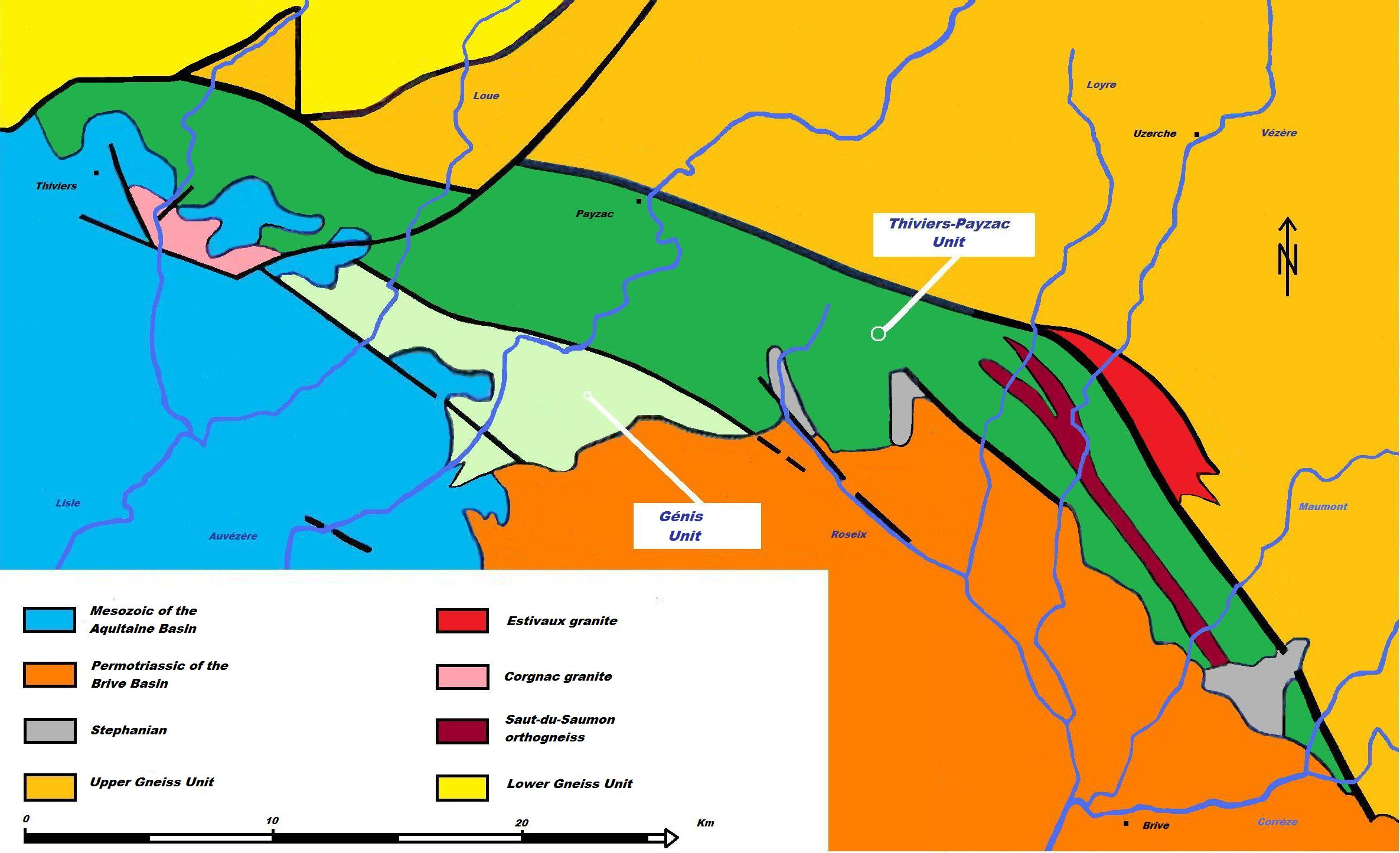
Geologische Übersichtskarte zur Situierung der Thiviers-Payzac-Einheit (in Grün) und der Génis-Einheit (in Hellgrün)

Der maximal 100 Meter mächtig werdende Puy-des-Âges-Quarzit ist nur in der Thiviers-Payzac-Einheit als dünnes Band aufgeschlossen, welches der Muldenachse des Puy-des-Âges-Synklinals folgt. Dieses in etwa 8 Kilometer lange Band beginnt inmitten des
Donzenac-Schiefers am Weiler Mazat 3 Kilometer südwestlich von Payzac und verschwindet dann in den Schiefern am Weiler Chignac zirka 4 Kilometer nordnordwestlich von Juillac.
Stratigraphisch ist der Puy-des-Âges-Quarzit die höchstgelegene Formation in der Thiviers-Payzac-Einheit. Sie überlagert den Donzenac-Schiefer, stellenweise aber auch den Engastine-Mafit.
Der Quarzit bildet im Gelände Härtlingsrücken, insbesondere an seiner Typlokalität. Sein sehr dürftiger Pflanzenbewuchs setzt sich deutlich von den Wiesen und Wäldern der umgebenden Schiefergesteine ab.

## Petrologie

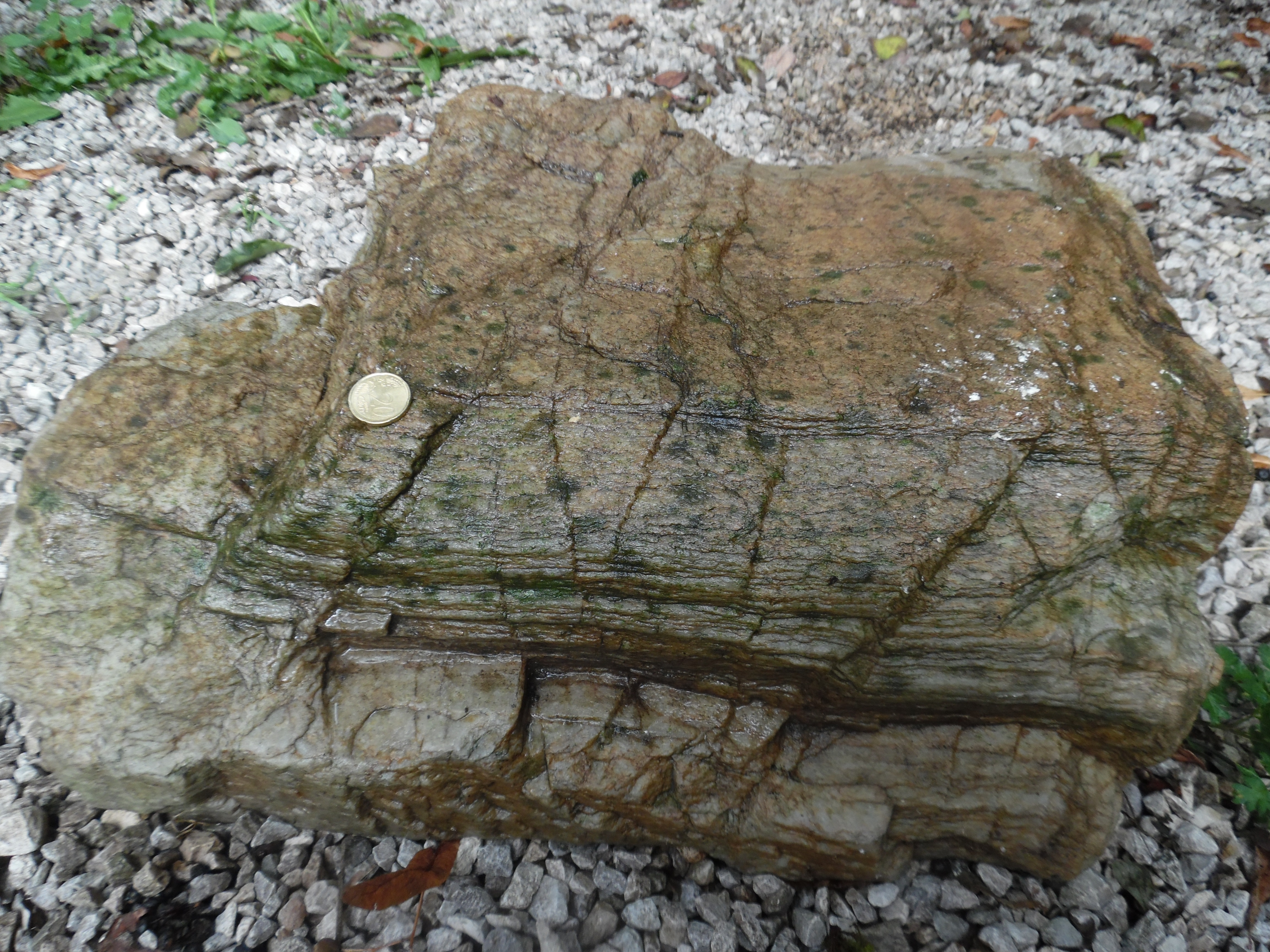
Der Puy-des-Âges-Quarzit vom Weiler Chacord bei Saint-Mesmin im Département Dordogne.

Der Puy-des-Âges-Quarzit ist im frischen Zustand ein rein weißer Quarzit, der leicht gelblich verwittert, wobei das Gestein in zentimeterdicke Plättchen zerfällt. Seine interne Struktur ist granoblastisch bis lepidoblastisch. Milchweiße Quarzgänge bzw. -gängchen folgen meist der Schieferung oder verlaufen in flachem Winkel hierzu.
Wesentliche Mineralbestandteile sind Quarz und Muskovit. Quarz besteht aus tafelförmigen, in der Schieferungsebene abgeplatteten Kristallen oder aus mehr oder weniger polygonalen Kristallen gleichen Durchmessers. Muskovit bildet kleine, hypidiomorphe Lamellen. 

### Chemische Zusammensetzung
Die Formation ist sehr reich an Silizium mit einem SiO2-Gehalt von 90 bis 95 Gewichtsprozent. Sie ist aus einem ehemaligen, sehr SiO2-reichen Sandstein hervorgegangen. Es dürfte sich um epikontinentale Sedimente gehandelt haben, welche in engen, ins Liegende eingeschnittene Rinnen, eingeschwemmt wurden. Der Untergrund, bestehend aus unterlagernden Formationen aus der Thiviers-Payzac-Einheit, war wahrscheinlich zum damaligen Zeitpunkt aufgetaucht.

## Tektonik
Die Formation ist steilstehend, verschiefert, intern im Hektometerbereich verfaltet und streicht Ostnordost (N 110). Auch die Internlagen sind verfältelt und lassen eine rechtsverschiebende Schleppfaltung erkennen. Der Quarzit folgt dem Muldenkern des Puy-des-Âges-Synklinals. Im spröden Bereich wird er von mehreren steil stehenden Querbrüchen durchsetzt. Die Brüche versetzen den Quarzitzug und streichen vorwiegend Nordost, gelegentlich auch Nordnordost und Nord. Das System von Querbrüchen ist auch sehr schön am Handstück zu beobachten. Die kinematische Verformung des Gesteins kann am besten durch eine rechtsverschiebende, transpressive Scherzone erklärt werden. Die Querbrüche deuten auf spröde Streckung parallel zur Scherrichtung.

## Altersstellung
Der Puy-des-Âges-Quarzit gilt als Äquivalent der Puy-de-Cornut-Arkose in der Génis-Einheit und wird selbst noch als Äquivalent des Grès armoricain in der Bretagne angesehen. Ihm wird daher ein unterordovizisches Alter (Arenigium bzw. Floium) zugeordnet.